# Leopold Blauensteiner

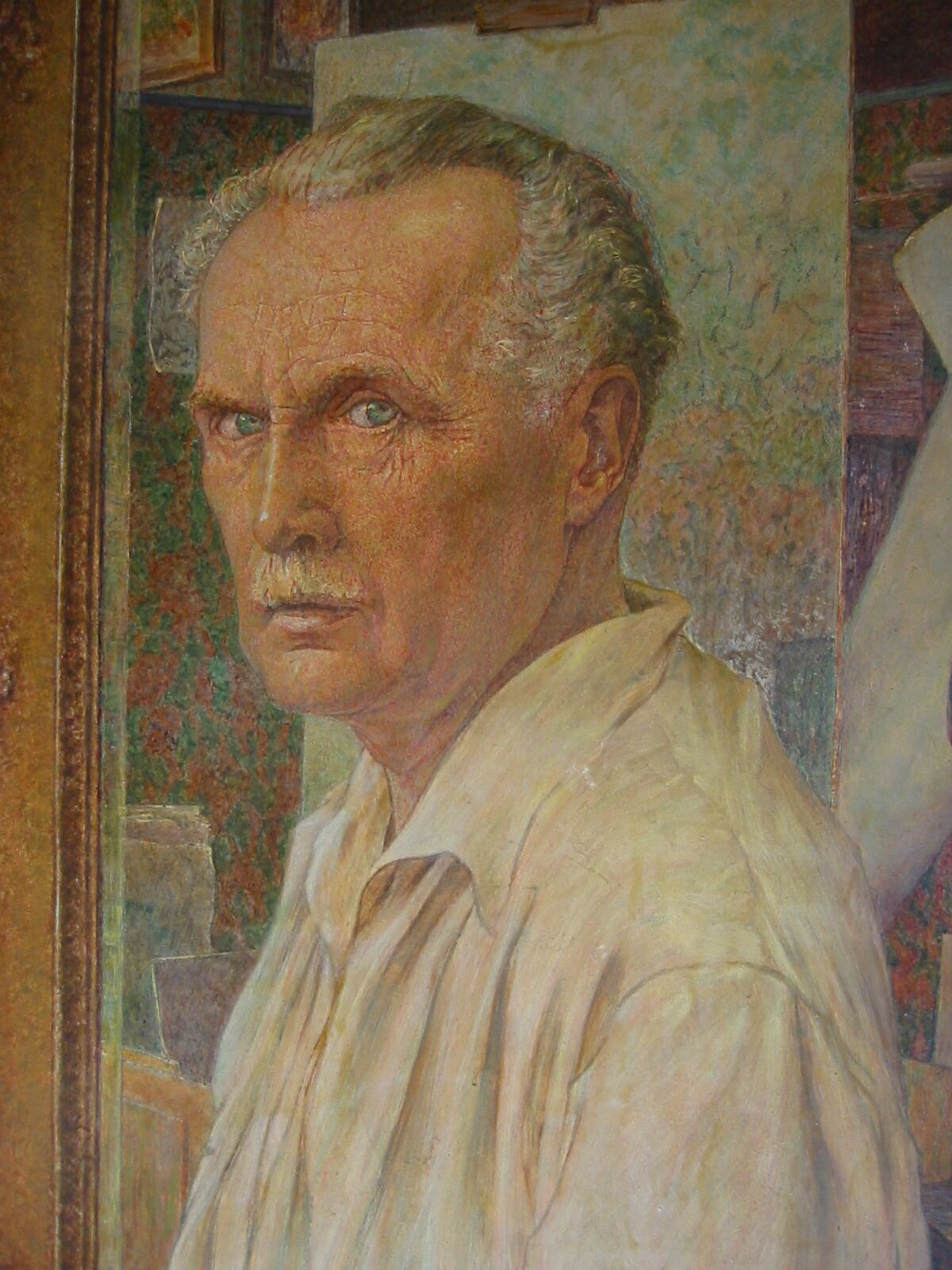
Selbstbildnis

Leopold Blauensteiner (* 16. Jänner 1880 in Wien, Österreich-Ungarn; † 19. Februar 1947 in Wien) war ein österreichischer akademischer Maler.

## Leben
Seine Eltern waren Leopold Blauensteiner (* 10. November 1841) und Johanna Toscano del Banner (* 22. Februar 1849). Sein Leben fiel in eine politisch konfliktreiche Zeit. Er war Waise. Sein Vater starb kurz nach seiner Geburt, seine Mutter 1887. Er besuchte das humanistische Stiftsgymnasium Melk, wo u. a. Rudolf Junk und Richard Kurt Donin seine Klassenkameraden waren. Schon als Student arbeitete er an der Restaurierung der Melker Pfarrkirche mit. Nach der Matura absolvierte er das Einjährigen-Freiwilligen-Jahr beim Militär. 1898 bis 1903 studierte er Malerei an der Wiener Akademie bei Professor Christian Griepenkerl und einige Semester Kunstgeschichte an der Universität Wien. Privat nahm er Unterricht bei Alfred Roller, der die Zeitschrift der neu gegründeten Wiener Secession „Ver Sacrum“ leitete. 1903 und 1904 wurden darin Blauensteiners Farbholzschnitte gedruckt, seine ersten veröffentlichten Arbeiten.
1904 heiratete er Friederike Berger (* 22. November 1879), mit der er drei Söhne hatte. 1916 erwarb er ein Haus in Melk, wo er bis 1930 lebte und in seinem Atelier der Malerei nachging und ab 1925 als Konservator des Bundesdenkmalamtes für den Bezirk Melk tätig war.
Im Jahre 1908 arbeitete er aktiv an der „Kunstschau“ mit. 1909 wurde er Vorstandsmitglied der Klimt-Gruppe. 1911 trat er dem Hagenbund bei, dem er, ebenfalls als Vorstandsmitglied, bis 1921 angehörte.
Im Ersten Weltkrieg rückte er zu den Ulanen ein und musterte 1916 als Oberleutnant ab. 1924 war er Mitglied der Künstlergruppe „Die Hand“, die in der Zedlitzhalle ausstellte. Ab 1920 war er Mitglied des Wiener Künstlerhauses. 1927 erhielt er den Österreichischen Staatspreis. 1929 bekam er für sein Gemälde Funeralien ein Stipendium für ein Studienjahr in Italien, wo er sich bis 1930 aufhielt. 1932 bekam er die Staatspreis-Medaille und den Berufstitel Professor verliehen. Zum 1. Juli 1932 trat er der NSDAP bei (Mitgliedsnummer 1.384.504), 1934 dann allerdings der Vaterländischen Front. 1937 wurde er Präsident der Genossenschaft bildender Künstler Wiens (Künstlerhaus) und Präsident der Ständigen Delegation bildender Künstler Österreichs. Er wurde auch zum Generalbeauftragten für die bildende Kunst des Landeskulturamtes der NSDAP Österreichs ernannt.

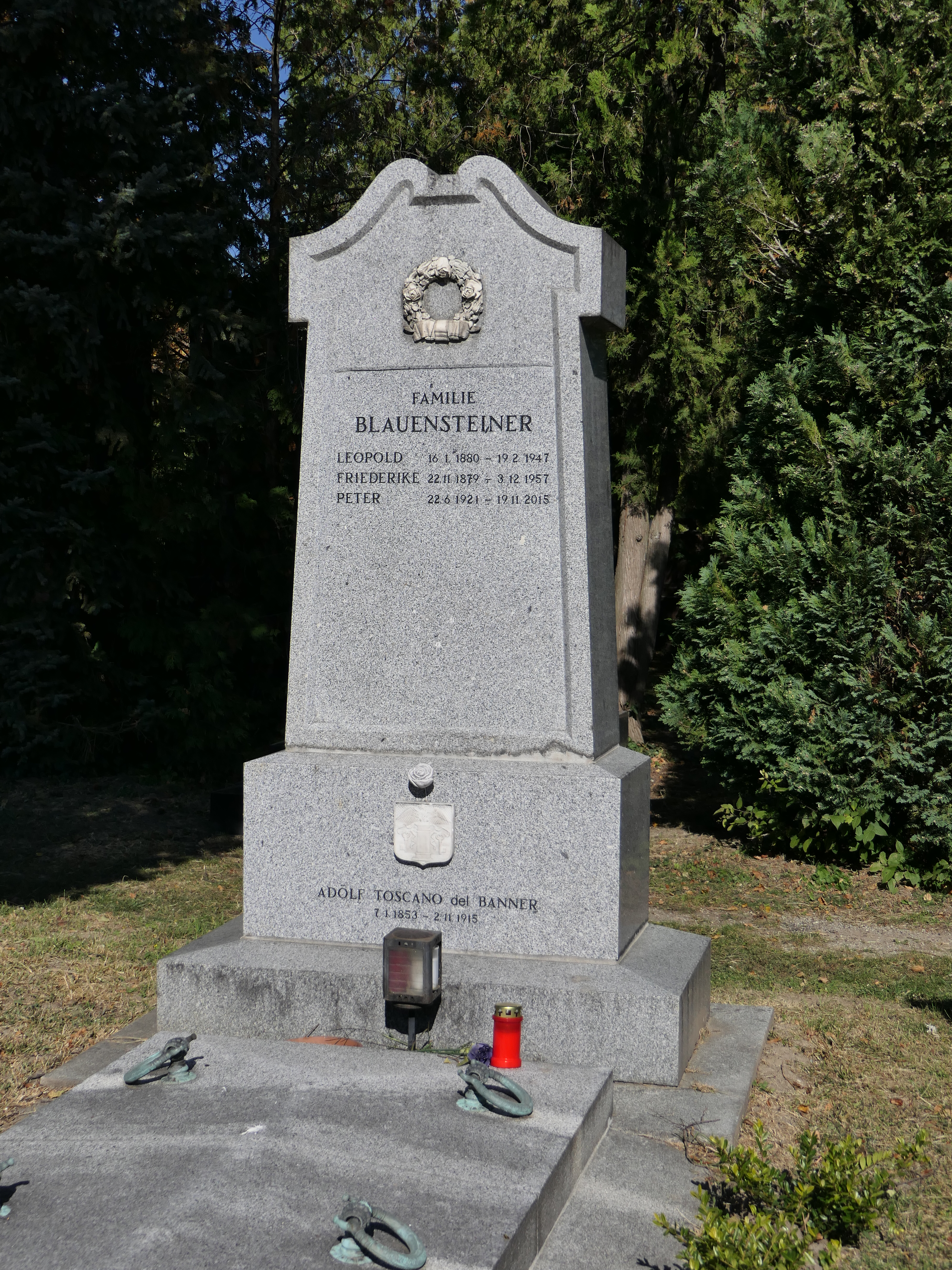
Grab von Leopold Blauensteiner

1939 wurde er zum Landesleiter der Reichskammer der bildenden Künste in Wien ernannt. Er wurde bald darauf aus dieser Position entlassen, aber dann wieder als ehrenamtlicher Leiter eingesetzt. Er verhinderte 1944, dass im Künstlerhaus eine Fertigung für die Ernst Heinkel Flugzeugwerke errichtet wurde, und rettete Arbeiten der sogenannten Entarteten Kunst von Künstlern wie Carry Hauser, Oskar Kokoschka, Egon Schiele vor ihrer Vernichtung, indem er sie in den Bergungsort Salzbergwerk Altaussee bringen ließ.
Leopold Blauensteiner verlor im Weltkrieg zwei Söhne. 1945 wurde er auf Grund einer Anzeige der russischen Besatzungsmacht verhaftet und später in das Wiener Landesgericht eingeliefert. Nach einer Gerichtsverhandlung, in der er von nationalsozialistischer Betätigung freigesprochen wurde, folgte seine Entlassung. Eine Haftentschädigung wurde mit der Begründung verweigert, dass „begründeter Verdacht“ bestand.
1947 starb er im Alter von 67 Jahren an Herzversagen in seiner Wohnung in der Schottenfeldgasse 82. Sein Grab befindet sich auf dem Wiener Zentralfriedhof (Gruppe 32B, Nr. 9).

## Werke
Blauensteiner malte vorwiegend Landschaften und Porträts, zu seinen Hauptwerken zählen: Funeralien im Stift Melk, Der tote Sohn, Die Strecke, Symphonie in Blau. Schon vor dem Zweiten Weltkrieg war sein halbes Œuvre verkauft. Als Ergebnis seiner Studienreisen nach Italien, Dalmatien, Lothringen und Deutschland entstanden viele Landschaftsbilder. Er beschickte Ausstellungen in Prag, Dresden, Berlin und anderen Städten. Obwohl er in erster Linie als Maler arbeitete, gibt es auch Möbelentwürfe und Entwürfe für Gitter, Laternen und anderes. So gestaltete er auch den Sitzungssaal der Schlaraffia in Melk und war in der Direktionszeit von Gustav Mahler auch mit Ausstattungsarbeiten für die Wiener Oper beschäftigt.
Seine Bilder sind vornehmlich in Privatbesitz. Eine Galerie in Bern mit dem Firmennamen Pollak, die nicht mehr existiert, kaufte viele Bilder. In Museen und Galerien des In- und Auslands ist er aber auch vertreten. Seine Werke besitzt das Wiener Belvedere, die Albertina, das Museum der Hochschule für angewandte Kunst, das Wiener Rathaus, das Leopold Museum in Wien, das Rupertinum in Salzburg, das Niederösterreichische Landesmuseum in St. Pölten und das Musée d’Orsay in Paris.